# Kristina Alvendal
Kristina Guillaume Alvendal, född 13 februari 1972 i Hägerstens församling i Stockholm, är en svensk jurist, politiker och före detta borgarråd i Stockholms stad, samt därefter verksam inom strategisk fastighetsutveckling och som styrelseledamot.

## Biografi
Kristina Alvendal avlade en juristexamen vid Stockholms universitet år 1998. Alvendal var ordförande för bostadsbolagen Stockholmshem åren 2000−2002, Svenska Bostäder och Stadsholmen under åren 2006−2008 samt för Familjebostäder åren 2007−2008.
Alvendal var år 2006−2008 bostads- och integrationsborgarråd i Stockholms stad och blev sedan stadsbyggnads- och fastighetsborgarråd från den 15 september 2008 till den 18 oktober 2010. Som borgarråd var Alvendal 2008 och 2010 initiativtagare till stadsutvecklingsplanen Promenadstaden och Stockholms stads arkitekturtävling Årets Stockholmsbyggnad. Under åren 2007−2010 var Alvendal ordförande i Stockholms läns polisstyrelse.
År 2009 blev Alvendal utsedd till en av Årets Supertalanger av tidningen Veckans Affärer.
Alvendal har också varit Moderaternas talesperson i jämställdhetsfrågor och blev 2011 ordförande i Norrmalmsmoderaterna. Alvendal har även tidigare arbetat som etableringschef på Lidl, chef för Public Affairs på Glaxo Smith Kline och var under åren 2011−2014 verkställande direktör för Airport City Stockholm.
Kristina Alvendal fick år 2017 utmärkelsen Årets Samhällsbyggare bland annat för sina insatser i flera stadsutvecklingsprojekt.